# Aglaia sapindina
Aglaia sapindina är en tvåhjärtbladig växtart som först beskrevs av Ferdinand von Mueller, och fick sitt nu gällande namn av Hermann August Theodor Harms. Aglaia sapindina ingår i släktet Aglaia och familjen Meliaceae. Inga underarter finns listade i Catalogue of Life.